# Космос-2196
Космос-2196 је један од преко 2400 совјетских вјештачких сателита лансираних у оквиру програма Космос.
Космос-2196 је лансиран са космодрома Плесецк, Русија, 8. јула 1992. Ракета-носач Молнија је поставила сателит у орбиту око планете Земље. Маса сателита при лансирању је износила 1900 килограма. Космос-2196 је био сателит за рано упозоравање на појаву интерконтиненталних балистичких ракета.